# Nado sincronizado nos Jogos Europeus de 2015 - Dueto
A competição do dueto feminino foi um dos eventos do nado sincronizado nos Jogos Europeus de 2015, em Baku, no Azerbaijão. Foi disputada no Centro Aquático de Baku entre os dias 13 a 15 de junho.

## Calendário
Horário de verão do Azerbaijão (UTC+5).
| Data        | Horário | Fase                      |
| ----------- | ------- | ------------------------- |
| 12 de junho | 12:00   | Rotina livre qualificação |
| 14 de junho | 09:00   | Técnica                   |
| 15 de junho | 10:00   | Final                     |

## Medalhistas
| Ouro   | RUS Valeriya Filenkova e Daria Kulagina            |
| Prata  | AUT Anna-Maria Alexandri e Eirini-Marina Alexandri |
| Bronze | UKR Yana Nariezhna e Yelyzaveta Yakhno             |

## Resultados

### Preliminar
Os resultados preliminares foram os seguintes.
| Pos. | Nadadoras                                    | Nacionalidade     | Livre   | Técnica | Total    | Notas |
| ---- | -------------------------------------------- | ----------------- | ------- | ------- | -------- | ----- |
| 1    | Valeriya Filenkova Daria Kulagina            | RUS Rússia        | 89.2333 | 79.7568 | 168.9901 | Q     |
| 2    | Yana Nariezhna Yelyzaveta Yakhno             | UKR Ucrânia       | 87.5333 | 74.3500 | 161.8833 | Q     |
| 3    | Anna-Maria Alexandri Eirini-Marina Alexandri | AUT Áustria       | 83.8333 | 76.9728 | 160.8061 | Q     |
| 4    | Julia Echeberría Irene Toledano              | ESP Espanha       | 85.7333 | 74.7046 | 160.4379 | Q     |
| 5    | Noemi Carrozza Laila Huric                   | ITA Itália        | 83.8000 | 74.1932 | 157.9932 | Q     |
| 6    | Giana Gkeorgkieva Athanasia Tsola            | GRE Grécia        | 81.9667 | 74.0772 | 156.0439 | Q     |
| 7    | Charlotte Tremble Laura Tremble              | FRA França        | 81.2000 | 70.6864 | 151.8864 | Q     |
| 8    | Hanna Shulhina Dominika Tsyplakova           | BLR Bielorrússia  | 77.3667 | 72.5636 | 149.9303 | Q     |
| 9    | Maxence Bellina Maria Piffaretti             | SUI Suíça         | 77.2333 | 71.5182 | 148.7515 | Q     |
| 10   | Bregje de Brouwer Noortje de Brouwer         | NED Países Baixos | 77.3333 | 70.9273 | 148.2606 | Q     |
| 11   | Defne Bakırcı Misra Gündeş                   | TUR Turquia       | 75.2333 | 69.5864 | 144.8197 | Q     |
| 12   | Jodie Cowie Genevieve Randall                | GBR Grã-Bretanha  | 75.1667 | 69.2659 | 144.4326 | Q     |
| 13   | Lara Mechnig Marluce Schierscher             | LIE Liechtenstein | 71.6000 | 70.7228 | 142.3228 |       |
| 14   | Petra Ďurišová Diana Miškechová              | SVK Eslováquia    | 72.3333 | 68.8228 | 141.1561 |       |
| 15   | Tatyana Nikitina Yekaterina Valiulina        | AZE Azerbaijão    | 71.4333 | 69.3841 | 140.8174 |       |
| 16   | Adél Fodor Viktória Harcsa                   | HUN Hungria       | 71.6667 | 67.3705 | 139.0372 |       |
| 17   | Aviv-Lea Bublil Gal Litman                   | ISR Israel        | 72.1000 | 66.9000 | 139.0000 |       |
| 18   | Šárka Kociánová Marie Vlasáková              | CZE Chéquia       | 71.6667 | 67.0478 | 138.7145 |       |
| 19   | Wiktoria Grabowska Swietlana Szczepańska     | POL Polônia       | 66.7000 | 64.2250 | 130.9250 |       |
| 20   | Maria Kirkova Mihaela Peeva                  | BUL Bulgária      | 66.5667 | 61.9386 | 128.5053 |       |

### Final
O resultado final foi o seguinte.
| Pos.              | Nadadoras                                    | Nacionalidade     | Livre   | Técnica | Total    |
| ----------------- | -------------------------------------------- | ----------------- | ------- | ------- | -------- |
| Medalha de ouro   | Valeriya Filenkova Daria Kulagina            | RUS Rússia        | 89.3000 | 79.7568 | 169.0568 |
| Medalha de prata  | Anna-Maria Alexandri Eirini-Marina Alexandri | AUT Áustria       | 85.8667 | 76.9728 | 162.8395 |
| Medalha de bronze | Yana Nariezhna Yelyzaveta Yakhno             | UKR Ucrânia       | 87.3000 | 74.3500 | 161.6500 |
| 4                 | Julia Echeberría Irene Toledano              | ESP Espanha       | 86.1000 | 74.7046 | 160.8046 |
| 5                 | Noemi Carrozza Laila Huric                   | ITA Itália        | 83.9333 | 74.1932 | 158.1265 |
| 6                 | Giana Gkeorgkieva Athanasia Tsola            | GRE Grécia        | 81.5333 | 74.0772 | 155.6105 |
| 7                 | Charlotte Tremble Laura Tremble              | FRA França        | 82.0333 | 70.6864 | 152.7197 |
| 8                 | Hanna Shulhina Dominika Tsyplakova           | BLR Bielorrússia  | 78.4667 | 72.5636 | 151.0303 |
| 9                 | Maxence Bellina Maria Piffaretti             | SUI Suíça         | 77.5667 | 71.5182 | 149.0849 |
| 10                | Bregje de Brouwer Noortje de Brouwer         | NED Países Baixos | 77.6667 | 70.9273 | 148.5940 |
| 11                | Defne Bakırcı Misra Gündes                   | TUR Turquia       | 76.3667 | 69.5864 | 145.9531 |
| 12                | Jodie Cowie Genevieve Randall                | GBR Grã-Bretanha  | 75.3000 | 69.2659 | 144.5659 |